# Route nationale 9 (Congo-Kinshasa)
Pour les articles homonymes, voir Route nationale 9.

La route nationale 9 (RN9) est une route nationale de la République démocratique du Congo parcourant 164 km. 
Elle s'étend d'Ipeke en bordure du Lac Mai-Ndombe jusqu'à la RN1 près de Mosango en traversant Kutu et Bagata .
Les villes principales traversées par la RN9 sont, du Nord en Sud : Bagata et Mosango.
La RN8 est connectée aux routes nationales : RN1, RN17, RN19.